# Deutz D 5006
Der Deutz D 5006 ist ein Traktormodell der Klöckner-Humboldt-Deutz AG aus der Deutz D-06-Serie, der von 1968 bis 1974 in den Deutz-Werken in Köln produziert wurde. Das Nachfolgemodell des D 5006 war der D 5206. Der in rahmenloser Blockbauweise konzipierte Deutz Schlepper wurde zusätzlich zur normalen Version auch als Allradversion angeboten. Das Leergewicht der Normalversion betrug 1995 kg, das der Allradversion lag bei 2355 kg. Je nach Verwendungszweck konnte bei diesem Modell zwischen unterschiedlichen Alternativen beim Getriebe, der Zapfwelle und der Dreipunkt-Kategorie gewählt werden. Das Getriebe war mit 8 Vorwärts- und 4 Rückwärtsgängen bestellbar oder durch eine zusätzliche Gruppe mit Kriechgängen mit 12 Vorwärts- und 4 Rückwärtsgängen verfügbar.  Das Getriebe ist ein Deutz-Getriebe vom Typ TW 50.1 oder TW 50.2 mit manueller Schaltung. Die Höchstgeschwindigkeit lag bei 25 km/h.
Die angebotenen Bereifungsvarianten waren 6.00-16 und 6.50-16 (vorne) sowie 9.5-36 und 12.4-32, 14.9-28 (hinten) nur mit Hinterradantrieb und 7.50-18 (vorne) sowie 12.4-32 und 14.9-28 in der Version mit Allradantrieb.

## Motor
Der Dreizylindermotor vom Typ F3L912 ist ein luftgekühlter, schnell laufender Viertakt-Dieselmotor mit einem Hubraum von 2826 cm³. Die Nennleistung des Traktors lag bei 35 kW (48 PS).